# Hanswurst

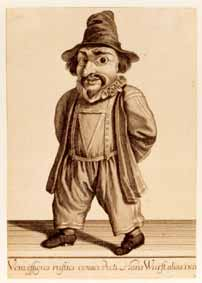

Hanswurst fue un personaje cómico creado por la comedia improvisada de la cultura teatral alemana. El personaje de Hanswurst surgió en el siglo XVI y se hizo popular a lo largo de los siglos XVII y XVIII. Se le describe como una mezcla de bufón, campesino y tonto.

## Historia
El nombre Hanswurst se compone de Hans (una forma alemana del nombre Juan) y Wurst (embutido o salchicha), lo que refuerza su carácter de simple campesino y glotón. Hanswurst a menudo vestía con ropas coloridas y grotescas, incluyendo un gran sombrero y un vientre prominente, lo que lo hacía inmediatamente reconocible y cómico. Este personaje se originó en los espectáculos itinerantes de la comedia improvisada y fue adoptado por el teatro popular alemán.

### Desarrollo del personaje
Hanswurst se convirtió en un personaje estándar en las representaciones teatrales del teatro popular alemán y fue interpretado por numerosos actores. Uno de los más famosos fue Joseph Anton Stranitzky, quien desarrolló el personaje en Viena y lo hizo extremadamente popular allí. Stranitzky combinó elementos del Arlequín italiano con los del bufón alemán tradicional para crear su versión de Hanswurst. El personaje era una figura cómica que a menudo rompía la cuarta pared, interactuando directamente con el público y utilizando un humor burlesco y satírico.

### Representación
Aunque originalmente era un personaje improvisado, Hanswurst finalmente fue integrado en obras de teatro escritas. El personaje representaba al alemán común y su humor era a menudo grosero y físico. Los espectadores se reían de su glotonería, pereza, cobardía y deseo de beber, que se consideraban características cómicas. Hanswurst también se destacaba por su ingenio rústico y sus comentarios mordaces, que a menudo ridiculizaban a la autoridad y las normas sociales.

### Declive y legado
Con el tiempo, la popularidad de Hanswurst comenzó a declinar. A finales del siglo XVIII, los gustos teatrales cambiaron y el público empezó a preferir formas de entretenimiento más sofisticadas. Este cambio fue impulsado en parte por las reformas teatrales que buscaban elevar el nivel artístico del teatro alemán. Sin embargo, a pesar de la declinación de su popularidad, Hanswurst dejó una marca duradera en la cultura teatral alemana. Es considerado un precursor de otros personajes cómicos y de la comedia moderna. Su influencia se puede ver en personajes como Kasperle y en el teatro de marionetas alemán.

### SigloXXhasta la actualidad
En el siglo XX, Hanswurst experimentó un renacimiento en ciertos círculos teatrales y académicos. Los estudiosos del teatro comenzaron a revaluar la importancia de los personajes cómicos tradicionales y su impacto en la historia del teatro. Hanswurst, junto con otros personajes del teatro popular, fue redescubierto y revalorizado por su papel en la formación de la comedia moderna y su influencia en figuras teatrales posteriores. En el teatro contemporáneo, algunos directores y dramaturgos han incorporado elementos de Hanswurst en sus producciones, utilizando su figura para explorar temas sociales y políticos con humor. La capacidad de Hanswurst para romper la cuarta pared y dirigirse directamente al público ha sido especialmente útil en el teatro político y de vanguardia. Además, Hanswurst ha encontrado un nuevo público a través de las marionetas y los espectáculos de títeres, donde su carácter bufonesco y sus travesuras cómicas continúan entreteniendo a audiencias de todas las edades. En este contexto, Hanswurst a menudo se presenta como un símbolo de resistencia contra la autoridad y la conformidad. La figura de Hanswurst también ha sido objeto de estudios académicos y análisis críticos que examinan su evolución y relevancia en la cultura alemana y en el desarrollo del teatro cómico en general. Su legado perdura en la continua apreciación de su estilo humorístico y su impacto en la comedia contemporánea.